# Joaquim Ramis i Coris
Joaquim Ramis i Coris (Barcelona, 1928 – 27 de maig de 2023) va ser un metge català.
Es llicencià en medicina a la Universitat de Barcelona el 1951 i s'especialitzà en pediatria. Va estudiar els problemes psicosocials de la pediatria, qüestions d'ordenació sanitària i de formació professional del pediatre, i també aspectes de lexicografia científica en català, dels quals en va ser un destacat divulgador.
Va ser cofundador del Centre d'Estudis Hospitalaris el 1965, de l'Agrupació Democràtica de Metges el 1966 i del Centre d'Anàlisi i Programació Sanitàries el 1983, així com de les revistes Delta. Quaderns d'Orientació Familiar i Cavall Fort el 1961, i de la col·lecció «Monografies Mèdiques. Va ser també membre de les juntes directives de la Societat Catalana de Pediatria, de la Societat Catalana de Biologia i de l'Acadèmia de Ciències Mèdiques de Catalunya i de Balears. El 2001 va rebre la Creu de Sant Jordi.

## Obra publicada
- El vostre fill. Puericultura per als pares (1966)[1]
- La pediatria en el suburbi (1967)
- Reflexions científiques sobre l'Humanae Vitae (1968)
- Vocabulari mèdic (1974)
- Metges de nens. Cent anys de pediatria a Catalunya (1993)